# Galactosylcéramidase
La galactosylcéramidase, ou galactocérébrosidase, est une hydrolase qui clive le résidu galactose d'un galactocérébroside en libérant un céramide :
Galactocérébroside + H2O  {\displaystyle \rightleftharpoons }  D-galactose + céramide.

Chez les humains, il est encodé par le gène GALC.

Structure générique d'un céramide.